# Non-FIFA-voetbal
Non-FIFA-voetbal is de term die internationaal gebruikt wordt bij voetbalactiviteiten die georganiseerd worden buiten de wereldvoetbalbond FIFA om. Onder auspiciën (leiding) van alternatieve voetbalbonden of organisaties kunnen teams van bepaalde niet-erkende entiteit, staten, koloniën, eilanden, naties of territoria deelnemen aan internationale wedstrijden.

## Wereldwijd opererende organisaties
Vanaf midden 2013: Confederation of Independent Football Associations (ConIFA), met hun WK van 2018
Voormalig (t/m eind 2013): N.F.-Board.